# Cohen on the Telephone (film 1929 Ross)
Cohen on the Telephone (o George Sidney in Cohen on the Telephone) è un cortometraggio del 1929 diretto da Robert Ross.
"Cohen" è "l'ebreo" nella sua versione comica stereotipizzata che dal vaudeville entrò quindi nel cinema. Interpretato volta volta da attori diversi, il personaggio è il protagonista sin dal 1904 di numerosi cortometraggi, dove la caricatura tende talora pericolosamente a sfociare in aperto antisemitismo.
Il cortometraggio fu l'unico film da regista di Ross, che lavorò nel cinema soprattutto come direttore di produzione o aiuto regista.

## Trama
Cercando di familiarizzare con un telefono, diavoleria moderna, Cohen - un immigrato ebreo - fa una chiamata telefonica. Il risultato è quello di confondersi sempre di più, dando vita a uno sproloquio e a un monologo incomprensibile.

## Produzione
Il film fu prodotto dall'Universal Pictures.

## Distribuzione
Distribuito dall'Universal Pictures, il film - un cortometraggio di nove minuti - uscì nelle sale cinematografiche USA il 2 settembre 1929.
Nel 1991, il film è stato distribuito in VHS dal National Center for Jewish Film (NCJF).